# Quid pro quo
Quid pro quo (lateinisch für „dies für das“) ist ein Rechtsgrundsatz und ökonomisches Prinzip, nach dem eine Person, die etwas gibt, dafür eine angemessene Gegenleistung erhalten soll. Vergleichbar ist es mit den ebenfalls lateinischen Sprichwörtern manus manum lavat („Eine Hand wäscht die andere“) und do ut des („Ich gebe, damit du gibst“).

## Verschiedene Verwendungen
Quid pro quo wird in der Soziologie und der Spieltheorie als Erklärungsansatz herangezogen, um kooperatives Verhalten bei Egoisten zu erklären (vgl. Homo oeconomicus).
Quidproquo (quid pro quo?, wörtlich „Was für wen?“) bedeutet auch das versehentliche Vertauschen zweier Dinge und Quiproquo („Wer für wen?“) die Verwechslung zweier Personen.
Quid pro quo wurde ebenfalls in der Pharmazie als Terminus verwendet, um die Möglichkeit des Apothekers zum Ausdruck zu bringen, gewisse Komponenten einer Zubereitung durch andere zu ersetzen, zu substituieren. Eine solche Substitution war bereits im Mittelalter bekannt und im medizinischen Schrifttum – etwa im Lorscher Arzneibuch und im Circa instans – wurden entsprechende Ersatzmittel auch publiziert.

## Trivia
- Quid pro quo wurde ein am 24. Juni 2016 erschienenes Album der Mittelalter-Rock-Band In Extremo betitelt.
- Quid pro quo ist in dem Film Das Schweigen der Lämmer (1991) die Bedingung, die Hannibal Lecter in den Gesprächen mit der angehenden FBI-Agentin Clarice Starling stellt, um ihr bei der Aufklärung einer Mordserie zu helfen.